# داوود بهبودی
داوود بهبودی (زادهٔ ۸ فروردین ۱۳۳۰) خواننده، آهنگساز و نوازندهٔ گیتار ایرانی مقیم لس آنجلس است.

## زندگی‌نامه
داوود بهبودی در سال ۱۳۳۰ در روستای ملاحاجی از توابع ترکمنچای تبریز متولد شد. وی فعالیت هنری خود را در ۱۴ سالگی با گیتار آغاز کرد و از ۱۵ سالگی از طریق کتاب و مجلات اروپایی و آمریکایی که به ایران می‌آمد، به‌طور خودآموز، یادگیری موسیقی و ساز گیتار را ادامه داد تا اینکه در ۱۷ سالگی با تشکیل گروه‌های مختلفی همراه با کوروش یغمایی و فریدون فروغی، در کاخ جوانان مرکزی به اجرای ترانه‌های ری‌چارلز می‌پرداختند.
بهبودی پیش از انقلاب، در استودیو‌های ضبط آن زمان با چهره‌هایی چون واروژان، منوچهر چشم‌آذر و ناصر چشم‌آذر آشنا شد و در ضبط برنامه‌های رادیو و تلویزیون ایران با فریدون شهبازیان و ناصر چشم‌آذر همکاری خود را ادامه‌ داد.
وی در سال ۱۳۵۷ برای اجرای کنسرت و ادامه فعالیت به لس آنجلس مهاجرت کرد و در رشته موسیقی جاز وارد دانشگاه شد.
داوود بهبودی توانست دو بار بیماری سرطان را شکست دهد. او پس از هفت سال مبارزه با این بیماری، سرانجام این بیماری را شکست داد.

## ترانه‌شناسی
| نام آلبوم         | سال انتشار  | شرکت پخش‌کننده    | منابع  |
| ----------------- | ----------- | ---------------- | ------ |
| وفادار وطن        | ۱۳۶۱ / ۱۹۸۲ | پارس ویدیو       |        |
| آزادی             | ۱۳۶۲ / ۱۹۸۳ | شرکت ترانه       | [ ۳ ]  |
| تولدت مبارک (عسل) | ۱۳۶۵ / ۱۹۸۶ | پارس ویدیو       | [ ۴ ]  |
| نازی نازی         | ۱۳۶۷ / ۱۹۸۸ | پارس ویدیو       | [ ۵ ]  |
| تویون مبارک       | ۱۳۶۹ / ۱۹۹۰ | پارس ویدیو       | [ ۶ ]  |
| میمیرم برات       | ۱۳۷۱ / ۱۹۹۲ | شرکت ترانه       | [ ۷ ]  |
| میمیرم برات       | ۱۳۷۱ / ۱۹۹۲ | کلتکس رکوردز     | [ ۷ ]  |
| فریاد عشق         | ۱۳۷۳ / ۱۹۹۴ | کلتکس رکوردز     | [ ۸ ]  |
| همصدا             | ۱۳۷۵ / ۱۹۹۶ | شرکت ترانه / نوا | [ ۹ ]  |
| مهتاب خانوم       | ۱۳۷۸ / ۱۹۹۹ | پارس ویدیو       | [ ۱۰ ] |
| طناز              | ۱۳۷۹ / ۲۰۰۰ | پارس ویدیو       | [ ۱۱ ] |
| دختر بابا         | ۱۳۸۳ / ۲۰۰۴ | شرکت ترانه       | [ ۱۲ ] |
| نازگل             | ۱۳۸۷ / ۲۰۰۸ | عسل رکوردز       | [ ۱۳ ] |
| دنیای عشق         | ۱۳۹۵ / ۲۰۱۶ | عسل رکوردز       | [ ۱۴ ] |

### وفادار وطن(۱۳۶۱ / ۱۹۸۲)
| نام ترانه        | ترانه‌سرا      | آهنگساز      | تنظیم         |
| ---------------- | ------------- | ------------ | ------------- |
| وفادار وطن       | زویا زاکاریان | داوود بهبودی | منوچهر چشم‌آذر |
| غم فردا          | خیام          | داوود بهبودی | منوچهر چشم‌آذر |
| سرنوشت           | اردلان سرفراز | داوود بهبودی | منوچهر چشم‌آذر |
| قصر حباب         | مجید یوسف     | داوود بهبودی | منوچهر چشم‌آذر |
| مه من            | ناشناس        | داوود بهبودی | منوچهر چشم‌آذر |
| لب شیرین         | داوود بهبودی  | داوود بهبودی | منوچهر چشم‌آذر |
| قاچاق نبی (ترکی) | صمد بهرنگی    | محلی آذری    | منوچهر چشم‌آذر |

### آزادی(۱۳۶۲ / ۱۹۸۳)
| نام ترانه        | ترانه‌سرا          | آهنگساز      | تنظیم         |
| ---------------- | ----------------- | ------------ | ------------- |
| آزادی            | مسعود امینی       | داوود بهبودی | نوید نحوی     |
| نشاط             | مهدی سهیلی        | داوود بهبودی | نوید نحوی     |
| قصر حباب         | مجید یوسف         | داوود بهبودی | منوچهر چشم‌آذر |
| لب شیرین         | داوود بهبودی      | داوود بهبودی | منوچهر چشم‌آذر |
| لاله لر، بری باخ | ترکی              | داوود بهبودی | ناصر چشم‌آذر   |
| حیدر بابا        | شهریار            | داوود بهبودی | ناصر چشم‌آذر   |
| مادر             | ترکیبی از چند شعر | داوود بهبودی | داوود بهبودی  |

### انتخابی ۳ (۱۳۶۴ / ۱۹۸۵)
- مشترک با ستار، شهره، حمیرا، مهستی، هایده، هوشمند عقیلی و حسن شماعی‌زاده

| نام ترانه | ترانه‌سرا   | آهنگساز      | تنظیم         |
| --------- | ---------- | ------------ | ------------- |
| ساقی      | مهدی سهیلی | داوود بهبودی | منوچهر چشم‌آذر |

### عسل(۱۳۶۵ / ۱۹۸۶)
| نام ترانه   | ترانه‌سرا             | آهنگساز      | تنظیم          |
| ----------- | -------------------- | ------------ | -------------- |
| تولدت مبارک | همایون هوشیارنژاد    | داوود بهبودی | فریدون حیدرنیا |
| هوای خونه   | همایون هوشیارنژاد    | داوود بهبودی | منوچهر چشم‌آذر  |
| سورملی گز   | محلی ترکی            | محلی ترکی    | فریدون حیدرنیا |
| عسل         | همایون هوشیارنژاد    | داوود بهبودی | فریدون حیدرنیا |
| درویش       | خواجه عبدالله انصاری | داوود بهبودی | منوچهر چشم‌آذر  |
| غم فردا     | خیام                 | داوود بهبودی | منوچهر چشم‌آذر  |

### نازی نازی(۱۳۶۷ / ۱۹۸۸)
| نام ترانه          | ترانه‌سرا         | آهنگساز       | تنظیم          |
| ------------------ | ---------------- | ------------- | -------------- |
| خوشگله             | شاهرخ صدری‌پور    | داوود بهبودی  | فریدون حیدرنیا |
| نازی نازی          | لیلا کسری (هدیه) | منوچهر چشم‌آذر | منوچهر چشم‌آذر  |
| شاخه نبات          | مسعود فردمنش     | سیاوش قمیشی   | عبدی یمینی     |
| عشق                | هومن             | سیاوش قمیشی   | فریدون حیدرنیا |
| عاشقم              | بهروز افراخوان   | داوود بهبودی  | منوچهر چشم‌آذر  |
| کهلیک (قاراقاشلار) | محلی ترکی        | محلی ترکی     | منوچهر چشم‌آذر  |

### تویون مبارک(۱۳۶۹ / ۱۹۹۰)
- ترانه‌های محلی ترکی

| نام ترانه          | ترانه‌سرا    | آهنگساز      | تنظیم          | سال اجرا |
| ------------------ | ----------- | ------------ | -------------- | -------- |
| تویون مبارک        | محلی آذری   | قدیمی آذری   | منوچهر چشم‌آذر  | ۱۳۶۹     |
| سورملی گز          | محلی آذری   | قدیمی آذری   | فریدون حیدرنیا | ۱۳۶۵     |
| لاله لر            | محلی آذری   | قدیمی آذری   | ناصر چشم‌آذر    | ۱۳۶۲     |
| رنگ‌های شاد         | محلی آذری   | قدیمی آذری   | منوچهر چشم‌آذر  | ۱۳۶۹     |
| حیدر بابا          | شهریار      | داوود بهبودی | ناصر چشم‌آذر    | ۱۳۶۲     |
| قاچاق نبی          | صمد بهرنگی  | قدیمی آذری   | منوچهر چشم‌آذر  | ۱۳۶۱     |
| کهلیک (قاراقاشلار) | ترکیبی آذری | قدیمی آذری   | منوچهر چشم‌آذر  | ۱۳۶۷     |

### می‌میرم برات(۱۳۷۱ / ۱۹۹۲)
| نام ترانه   | ترانه‌سرا      | آهنگساز       | تنظیم         |
| ----------- | ------------- | ------------- | ------------- |
| می‌میرم برات | هما میرافشار  | منوچهر چشم‌آذر | منوچهر چشم‌آذر |
| حالا حالاها | مسعود فردمنش  | داوود بهبودی  | کاظم عالمی    |
| مسافر       | مسعود فردمنش  | داوود بهبودی  | کاظم عالمی    |
| عروسی       | مسعود فردمنش  | داوود بهبودی  | منوچهر چشم‌آذر |
| باورم کن    | مسعود فردمنش  | داوود بهبودی  | منوچهر چشم‌آذر |
| ای عشق      | اردلان سرفراز | داوود بهبودی  | منوچهر چشم‌آذر |
| اگزم        |               | داوود بهبودی  | مجید قربانی   |

### فریاد عشق(۱۳۷۳ / ۱۹۹۴)
| نام ترانه                | ترانه‌سرا                 | آهنگساز         | تنظیم           |
| ------------------------ | ------------------------ | --------------- | --------------- |
| لب بوم                   | هما میرافشار             | داوود بهبودی    | منوچهر چشم‌آذر   |
| نازنین                   | مهداد زند کریمی          | مهداد زند کریمی | مهداد زند کریمی |
| عزیز مهمون               | امیرفرخ تجلی             | داوود بهبودی    | سعید یزدان‌پناه  |
| دوست دارم                | هما میرافشار             | داوود بهبودی    | مجید قربانی     |
| فریاد عشق                | امیرفرخ تجلی             | داوود بهبودی    | منوچهر چشم‌آذر   |
| غزل چشمات                | هما میرافشار             | داوود بهبودی    | منوچهر چشم‌آذر   |
| ناز شما                  | امیرفرخ تجلی             | داوود بهبودی    | منوچهر چشم‌آذر   |
| فریاد عشق [بی‌کلام/گیتار] | فریاد عشق [بی‌کلام/گیتار] | داوود بهبودی    | داوود بهبودی    |

### همصدا(۱۳۷۵ / ۱۹۹۶)
| نام ترانه          | ترانه‌سرا           | آهنگساز       | تنظیم         |
| ------------------ | ------------------ | ------------- | ------------- |
| کی بود کی بود      | پاکسیما زکی‌پور     | منوچهر چشم‌آذر | منوچهر چشم‌آذر |
| برگ برنده          | نازیلا توکلی       | منوچهر چشم‌آذر | منوچهر چشم‌آذر |
| مستی               | پاکسیما زکی‌پور     | منوچهر چشم‌آذر | منوچهر چشم‌آذر |
| دختر ناز بندر      | محلی بندری         | داوود بهبودی  | منوچهر چشم‌آذر |
| اولین عشق          | هما میرافشار       | داوود بهبودی  | منوچهر چشم‌آذر |
| ای خدا             | هما میرافشار       | داوود بهبودی  | منوچهر چشم‌آذر |
| سرزمین             | هما میرافشار       | داوود بهبودی  | داوود بهبودی  |
| برگ برنده [بی‌کلام] | برگ برنده [بی‌کلام] | منوچهر چشم‌آذر | منوچهر چشم‌آذر |

### مهتاب خانوم(۱۳۷۸ / ۱۹۹۹)
| نام ترانه   | ترانه‌سرا       | آهنگساز      | تنظیم     |
| ----------- | -------------- | ------------ | --------- |
| مهتاب خانوم | بیژن سعیدی     | محمد مقدم    | محمد مقدم |
| گفتم بیا    | شهیار قنبری    | محمد مقدم    | محمد مقدم |
| نامه        | هما میرافشار   | داوود بهبودی | محمد مقدم |
| دختر بیا    | محلی بندری     | محلی بندری   | محمد مقدم |
| نشونه       | پاکسیما زکی‌پور | داوود بهبودی | محمد مقدم |
| خونه عشق    | بیژن سعیدی     | داوود بهبودی | محمد مقدم |
| ستاره       | بیژن سعیدی     | داوود بهبودی | محمد مقدم |
| گیسو کمند   | بیژن سعیدی     | داوود بهبودی | محمد مقدم |
| سال نو      | بیژن سعیدی     | داوود بهبودی | محمد مقدم |
| تورو دارم   | هما میرافشار   | محمد مقدم    | محمد مقدم |

### طناز(۱۳۷۹ / ۲۰۰۰)
| نام ترانه       | ترانه‌سرا        | آهنگساز      | تنظیم     |
| --------------- | --------------- | ------------ | --------- |
| طناز            | امیر کعبه‌ای     | محمد مقدم    | محمد مقدم |
| میدونم          | بیژن سعیدی      | داوود بهبودی | محمد مقدم |
| چشم خمار        | بیژن سعیدی      | داوود بهبودی | محمد مقدم |
| تو قلب خود      | بیژن سعیدی      | محمد مقدم    | محمد مقدم |
| عروس شهر        | ژولیت           | محمد مقدم    | محمد مقدم |
| شانه (بازخوانی) | ناصر رستگارنژاد | عباس شاپوری  | محمد مقدم |
| شهر طلایی       | ژولیت           | داوود بهبودی | محمد مقدم |
| ای یار کجایی    | مسعود فردمنش    | محمد مقدم    | محمد مقدم |

### دختر بابا(۱۳۸۳ / ۲۰۰۴)
| نام ترانه         | ترانه‌سرا       | آهنگساز      | تنظیم        |
| ----------------- | -------------- | ------------ | ------------ |
| روم نمیشه         | مسعود فردمنش   | محمد مقدم    | محمد مقدم    |
| برقص              | ژولیت          | محمد مقدم    | محمد مقدم    |
| دختر جنوبی        | بیژن سعیدی     | محمد مقدم    | محمد مقدم    |
| من عاشقم          | کامبیز پورهادی | داوود بهبودی | داوود بهبودی |
| حکایت             | امیر کعبه‌ای    | داوود بهبودی | داوود بهبودی |
| دختر بابا         | مسعود فردمنش   | محمد مقدم    | محمد مقدم    |
| بی بی خاتون       | ژولیت          | محمد مقدم    | محمد مقدم    |
| از ترانه تا ترانه | شهریار دادور   | داوود بهبودی | داوود بهبودی |
| عشقم تو هستی      | کامبیز پورهادی | داوود بهبودی | داوود بهبودی |
| شرقی [بی‌کلام]     | شرقی [بی‌کلام]  | داوود بهبودی | داوود بهبودی |

### ناز گل(۱۳۸۷ / ۲۰۰۸)
| نام ترانه            | ترانه‌سرا             | آهنگساز      | تنظیم         |
| -------------------- | -------------------- | ------------ | ------------- |
| یار بالا بلند        | مریم اسدی            | محمد مقدم    | محمد مقدم     |
| نازگل                | افشین مقدم           | داوود بهبودی | آرش شعرباف    |
| نفسام مال تو         | شهیار قنبری          | داوود بهبودی | آرش شعرباف    |
| هستی                 | امیرحسین اخلاقی      | داوود بهبودی | محمد مقدم     |
| گل‌واژه               | بیژن سعیدی           | داوود بهبودی | منوچهر چشم‌آذر |
| یاریم گـَل            | محلی ترکی            | محلی ترکی    | منوچهر چشم‌آذر |
| Sway (Dance With Me) | نورمن گیمبل          | لوئیس دمتریو | داوود بهبودی  |
| پاییز [بی‌کلام]       | پاییز [بی‌کلام]       | داوود بهبودی | داوود بهبودی  |
| رویا [بی‌کلام]        | رویا [بی‌کلام]        | داوود بهبودی | محمد مقدم     |
| همیشه با من [بی‌کلام] | همیشه با من [بی‌کلام] | داوود بهبودی | محمد مقدم     |
| شادی [بی‌کلام]        | شادی [بی‌کلام]        | داوود بهبودی | محمد مقدم     |
| گـَل گـَل [بی‌کلام]     | گـَل گـَل [بی‌کلام]     | محلی ترکی    | منوچهر چشم‌آذر |

### دنیای عشق(۱۳۹۵ / ۲۰۱۶)
| نام ترانه      | ترانه‌سرا             | آهنگساز      | تنظیم          |
| -------------- | -------------------- | ------------ | -------------- |
| دنیای عشق      | هما میرافشار         | داوود بهبودی | داوود بهبودی   |
| خدای عاشقان    | هما میرافشار         | داوود بهبودی | داوود بهبودی   |
| ترانه تا ترانه | شهریار دادور         | داوود بهبودی | داوود بهبودی   |
| آرزو دارم      | هما میرافشار         | داوود بهبودی | داوود بهبودی   |
| درویش          | خواجه عبدالله انصاری | داوود بهبودی | داوود بهبودی   |
| I Love You     |                      |              | داوود بهبودی   |
| دوستت دارم     |                      |              | داوود بهبودی   |
| Midnight Blues |                      |              | داوود بهبودی   |
| Free Slide     |                      |              | داوود بهبودی   |
| عسل (۲)        | همایون هوشیارنژاد    | داوود بهبودی | آرا هایراپتیان |
| نازگل (۲)      | عادل گلکار مقدم      | داوود بهبودی | داوود بهبودی   |
| نازگل (۳)      | عادل گلکار مقدم      | داوود بهبودی | آرا هایراپتیان |

## تک‌آهنگ‌ها
| نام ترانه                  | ترانه‌سرا    | آهنگساز | تنظیم        | سال       |
| -------------------------- | ----------- | ------- | ------------ | --------- |
| تو که هستی (با علی بهبودی) | هومن حسن‌پور | آیین    | فریمان       | ۱۳۸۹ ۲۰۱۰ |
| عشق آخر (با علی بهبودی)    | مریم اسدی   | فریمان  | داوود بهبودی | ۱۳۹۱ ۲۰۱۲ |

## آهنگسازی برای دیگران
| خواننده | نام ترانه          | ترانه‌سرا        | آهنگساز      | تنظیم      |
| ------- | ------------------ | --------------- | ------------ | ---------- |
| داریوش  | ای عشق             | اردلان سرفراز   | داوود بهبودی | اریک       |
| داریوش  | دیوار              | حسین منزوی      | داوود بهبودی | اریک       |
| داریوش  | خانه سرخ           | ایرج جنتی عطایی | داوود بهبودی | احمد پژمان |
| داریوش  | با من از ایران بگو | ایرج جنتی عطایی | داوود بهبودی | احمد پژمان |
| حمیرا   | وقتی که رفتی مُردم  | مسعود فردمنش    | داوود بهبودی | کاظم عالمی |